# Hugo Montenegro
 (septembre 2022).
Si vous disposez d'ouvrages ou d'articles de référence ou si vous connaissez des sites web de qualité traitant du thème abordé ici, merci de compléter l'article en donnant les références utiles à sa vérifiabilité et en les liant à la section « Notes et références ».
Hugo Montenegro est un compositeur américain né le 2 septembre 1925 à New York (État de New York, États-Unis), mort le 6 février 1981 à Palm Springs (Californie). Il est surtout connu en France pour le thème de la série western  Les Bannis et pour sa reprise du thème du film The Fox, composé par Lalo Schifrin, qui a servi de thème musical pour les publicités Dim.

## Biographie
Il meurt d'un cancer du poumon (euphysème pulmonaire) le 6 février 1981 à l'âge de 55 ans.

## Filmographie
- 1967 : Que vienne la nuit (Hurry Sundown)
- 1967 : La Nonne volante (The Flying Nun (série télévisée)
- 1967 : Matt Helm traqué (The Ambushers)
- 1968 : La Femme en ciment (Lady in Cement)
- 1968 : Matt Helm règle son comte (The Wrecking Crew)
- 1968 : Les Bannis (The Outcasts) (série télévisée)
- 1969 : Charro (Charro!)
- 1969 : Les Géants de l’Ouest (The Undefeated)
- 1969 : Viva Max!
- 1970 : Toomorrow
- 1970 : The Partridge Family (série télévisée)
- 1971 : Getting Together (série télévisée)
- 1977 : The Farmer
- 1977 : Too Hot to Handle (en)
- 1985 : I Dream of Jeannie: 15 Years Later (TV)

## Discographie

### Albums
- 1966 - Come Spy with me (RCA Victor) [2]
- 1968 - Hang 'Em High (RCA Victor)[1]